# Barnim, Tỉnh West Pomeranian
Barnim [ˈbarnim] (tiếng Đức: Barnimskunow) là một ngôi làng thuộc khu hành chính của Gmina Warnice, thuộc hạt Pyrzyce, West Pomeranian Voivodeship, ở phía tây bắc Ba Lan. Nó nằm khoảng 3 kilômét (2 mi)   phía đông nam của Warnice, 14 km (9 mi) phía đông bắc Pyrzyce và 35 km (22 mi) về phía đông nam của thủ đô khu vực Szczecin.